# Peradeniya
Peradeniya (singhales. ˈpeːraˌdeniə) ist eine Kleinstadt nahe der Stadt Kandy im zentralen Bergland Sri Lankas.

## Bildung
Peradeniya ist bekannt für seine Universität, die zweitälteste und mit etwa 8.000 Studierenden größte Universität Sri Lankas.

## Sehenswürdigkeiten
Botanischer Garten
Der auf einer Halbinsel im Fluss Mahaweli gelegene Königliche botanische Garten von Peradeniya gilt als einer der schönsten Asiens und zieht jährlich rund 1,2 Millionen Besucher an. Unter anderen ist dort eine der weltgrößten Birkenfeigen anzutreffen. Die Gewächse reichen vom Kerzenbaum über mexikanische Agaven hin zu australischen, hochwachsenden Bäumen. Aufgrund des eher gemäßigten Klimas in der Region Kandy sind Orchideen allerdings dort unter Glas anzutreffen.

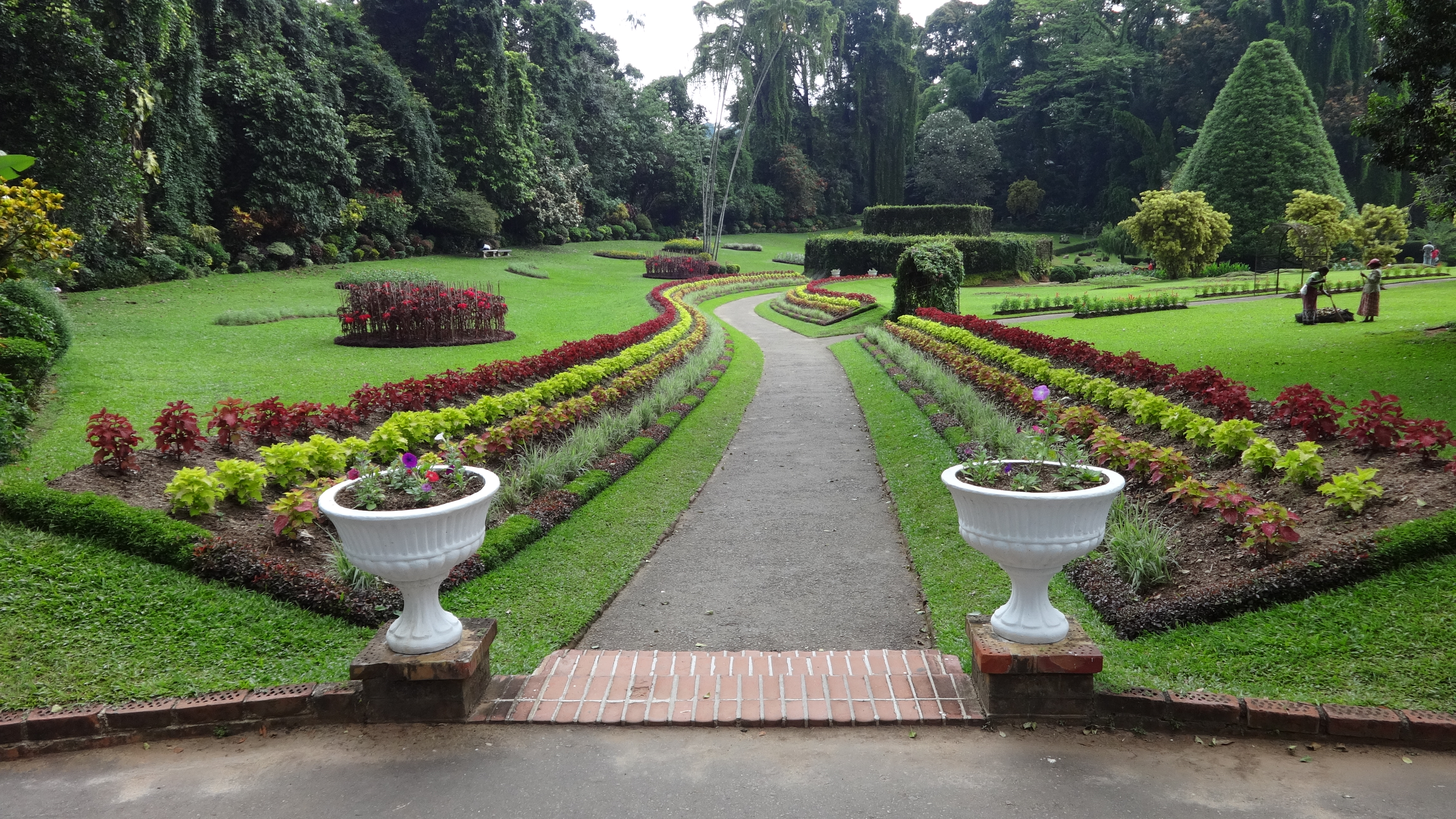
Eingangsbereich
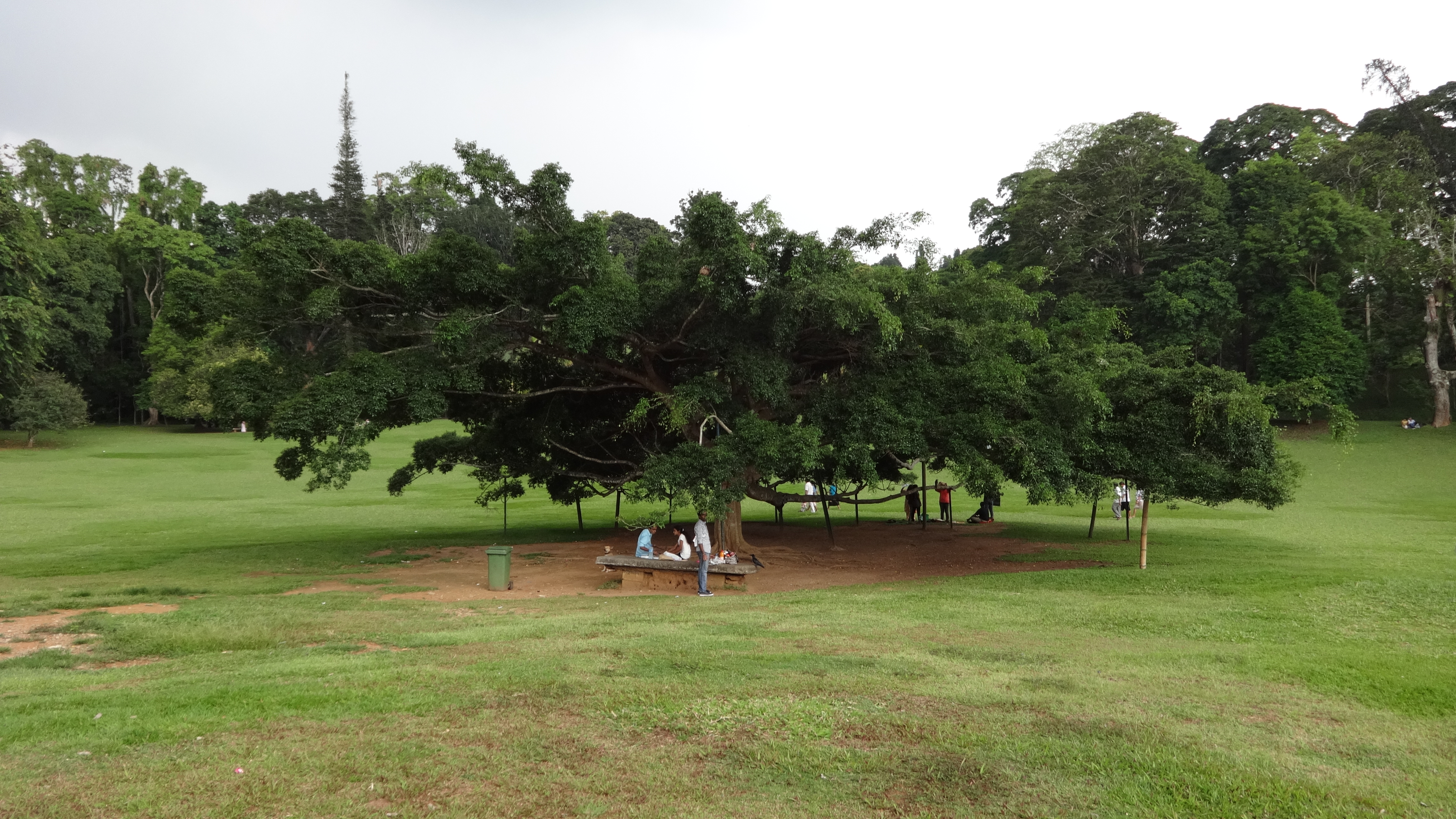
Birkenfeige
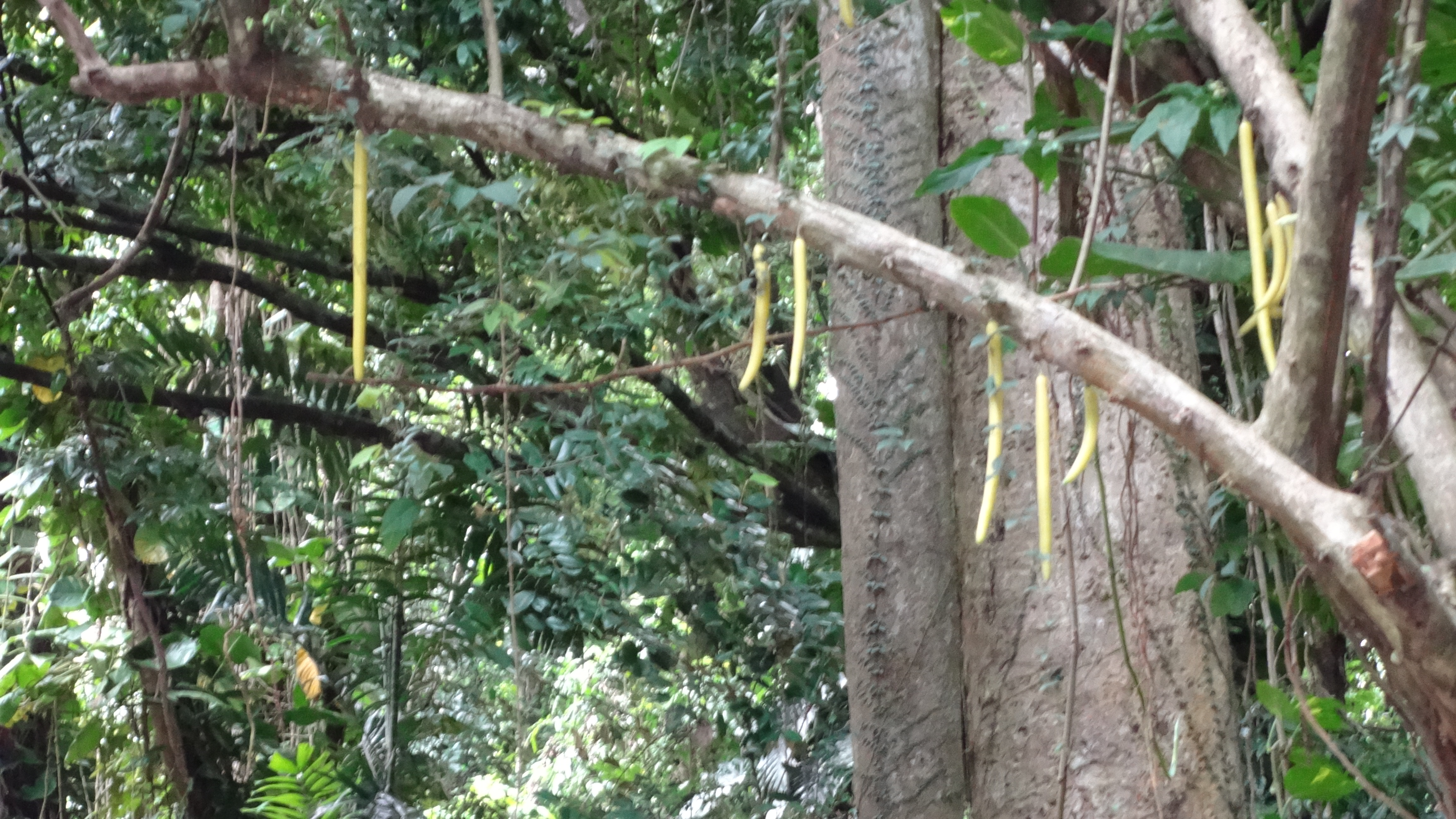
Kerzenbaum